# モーガン・バークハート
モーガン・ボイド・バークハート（Morgan Boyd Burkhart , 1972年1月29日 - ）は、元プロ野球選手（内野手・外野手）。2002年に福岡ダイエーホークスに在籍した。

## 来歴・人物
セントラル・ミズーリ大学から1995年に独立リーグフロンティアリーグのリッチモンド・ルースターズに入団。1996年から、3年連続でMVPを獲得する。その活躍が認められ1999年にボストン・レッドソックスとマイナー契約。2000年と2001年にはメジャー昇格を果たし、2000年には4本塁打を記録。その長打力に目をつけたダイエーが、大阪近鉄バファローズの優勝が決まった翌日（9月27日）という異例の早さで獲得を発表した。ダイエーがレッドソックスと友好協定を結んで以来、レッドソックスルートで獲得した初めての外国人であった。
打席の左右に応じて全く違うバッティングフォームを使用する珍しいスイッチヒッターであった。左打席ではバットを地面と垂直に立て、その立てたバットを身体に密着させるという独特なフォーム、右打席ではオープンスタンスでバットを斜めにして高く掲げるフォームを使用していた。コンパクトなスイングをすることもあって、監督の王貞治は「それほどホームランを打つわけではないが、3割を残すタイプ」と評していたが、実際にはバッティングは粗く、長打の多い打者であった。身長・体重は180cm102kgと公称されていたが、実際には身長が170cm台で、体重はそれ以上に重かった。このことから、よく似た体格で1994年にダイエーに所属したブライアン・トラックスラーの再来との声もあったが、活躍が短かったこともありあまり話題にはならなかった。
非常に一生懸命な性格であり、春季キャンプでは若手選手対象に行われている夜間練習に自主参加したこともある。王貞治監督も「今まで何十人も外国人選手を見てきたが、こんな選手は初めてだ」と語った。また、酒も煙草も一切やらない、真面目な性格でもあった。
開幕戦では、3打席連続三振の後、同点で迎えた8回裏に来日初安打を決勝ソロで飾るなど、4月までに8本塁打を放つ活躍を見せた。しかし、5月に入ると5月5日の日本ハム戦から5月11日のロッテ戦にかけて、野手として当時のプロ野球ワーストタイ記録となる8打席連続三振を喫するなどさっぱり打てなくなり6月には2軍落ち。その後は故障で帰国し、そのまま退団となった。
2004年はメキシカンリーグで当初プレーしていたが、シーズン終盤にシカゴ・ホワイトソックス傘下のAAA級シャーロットに移籍した。その際、バークハートと同じ年に同じく1年だけダイエーに所属した養父鉄と再会した。
2005年から2年間はメキシカンリーグでプレーし、引退した。

## 詳細情報

### 年度別打撃成績
| 年 度    | 球 団    | 試 合 | 打 席 | 打 数 | 得 点 | 安 打 | 二 塁 打 | 三 塁 打 | 本 塁 打 | 塁 打 | 打 点 | 盗 塁 | 盗 塁 死 | 犠 打 | 犠 飛 | 四 球 | 敬 遠 | 死 球 | 三 振 | 併 殺 打 | 打 率 | 出 塁 率 | 長 打 率 | O P S |
| -------- | -------- | ----- | ----- | ----- | ----- | ----- | -------- | -------- | -------- | ----- | ----- | ----- | -------- | ----- | ----- | ----- | ----- | ----- | ----- | -------- | ----- | -------- | -------- | ----- |
| 2000     | BOS      | 25    | 95    | 73    | 16    | 21    | 3        | 0        | 4        | 36    | 18    | 0     | 0        | 0     | 1     | 17    | 4     | 1     | 25    | 1        | .288  | .424     | .493     | .917  |
| 2001     | BOS      | 11    | 34    | 33    | 3     | 6     | 1        | 0        | 1        | 10    | 4     | 0     | 0        | 0     | 0     | 1     | 0     | 0     | 11    | 1        | .182  | .206     | .303     | .509  |
| 2002     | ダイエー | 42    | 140   | 126   | 14    | 27    | 1        | 0        | 9        | 55    | 18    | 0     | 0        | 0     | 0     | 9     | 1     | 5     | 40    | 3        | .214  | .293     | .437     | .729  |
| 2003     | KC       | 6     | 16    | 15    | 1     | 3     | 0        | 0        | 0        | 3     | 1     | 0     | 0        | 0     | 0     | 1     | 0     | 0     | 2     | 0        | .200  | .250     | .200     | .450  |
| MLB：3年 | MLB：3年 | 42    | 145   | 121   | 20    | 30    | 4        | 0        | 5        | 49    | 23    | 0     | 0        | 0     | 1     | 19    | 4     | 1     | 38    | 2        | .248  | .352     | .405     | .757  |
| NPB：1年 | NPB：1年 | 42    | 140   | 126   | 14    | 27    | 1        | 0        | 9        | 55    | 18    | 0     | 0        | 0     | 0     | 9     | 1     | 5     | 40    | 3        | .214  | .293     | .437     | .729  |

### 記録
NPB
- 初出場・初先発出場：2002年3月30日、対日本ハムファイターズ1回戦（福岡ドーム）、8番・指名打者として先発出場
- 初安打・初本塁打・初打点：同上、8回裏に芝草宇宙から右越決勝ソロ

### 背番号
- 54 （2000年 - 2001年)
- 4 （2002年)
- 33 （2003年)